# 魔王 (日本電視劇)
《魔王》是日本TBS電視台於2008年7月开播的電視連續劇，日本时间每週五22:00播出，翻拍自2007年的韓國連續劇《魔王》，涵盖塔罗牌、特异功能、推理等科幻题材。
本剧由大野智、生田斗真、小林涼子、田中圭、忍成修吾等人演出。同時，此劇也是大野及生田兩人首度主演電視連續劇。

## 劇情概要

### 簡介
成瀬領（大野智 飾）是個沉默寡言的年輕律師，性格溫馴又熱心公益，被人稱為“天使般的律師”，但實際上卻是個冷酷、無情的知識犯罪者。十一年前，芹澤直人（生田斗真 飾）誤殺了同學真中英雄，但因為得到一流律師替他辯護而無罪釋放，英雄的母親也因受不了打擊而心臟病亡。失去了弟弟和母親的真中友雄，又在一場意外中目睹了好友成瀬領的死亡，完全失去依靠的他，決定將自己的靈魂出賣給惡魔，他放棄了真中友雄的名字，以成瀬領的身份繼續活下來…並開始策劃一連串的恐怖的復仇計劃，除了芹澤之外就連芹澤身邊的每個人都會逐一受到成瀬的「制裁」，芹澤如何從多年的內疚中釋放？成瀬會如何不計代價的將芹澤接進地獄…

## 演員表

### 主要人物
| 演員     | 角色     | 粵語配音 | 介紹 |
| 大野智   | 成瀨領   | 李凱傑   | 本名真中友雄 11年前被害人的哥哥 戴著天使面具的魔王 後半段愛上詩織 11年前因一場殺人案件失去弟弟，母親也因衝擊過大而心臟病發死去 一年後與成瀨領在工廠留宿的時候，鋼柱突然倒下，成瀨的臉被壓的血肉糢糊 友雄覺得這是老天給他的機會，就與成瀨交換身份，並開始了復仇 11年後成了律師，被記者稱為「天使律師」 此時，他開始接近直人和詩織等人…… |
| 生田斗真 | 芹澤直人 | 黃榮璋   | 11年前案件的兇手 為了贖罪，他當上警察，但這些案件讓他想起了11年前的事情 |
| 小林涼子 | 咲田詩織 | 黃紫嫻   | 孤兒 11年前案件的第一發現者，擁有看見物品上的殘像能力，後半段愛上成瀨 11年前為撿滾走得籃球，碰巧到了案發現場，也第一次知道自己有這種不可思議的能力，並告訴警察「看見穿制服的人拿刀指向穿一樣衣服的人」的證詞 |

### 直人的中學同學
- 葛西均 - 田中圭、上村祐翔（11年前）（香港配音：伍博民）
- 宗田充 - 忍成修吾、本間春男（11年前）（香港配音：梁偉德）
- 石本陽介 - 脇知弘、中村龍之慎（11年前）（香港配音：劉奕希）
- 山野圭太 - 清水優、堀本昴彌（11年前）（香港配音：李致林）
- 真中英雄 - 竹內壽（香港配音：曹啟謙）

### 澀谷東警署
- 中西弘道 - 三宅裕司 （香港配音：招世亮）
- 高塚薫 - 上原美佐 （香港配音：鄭麗麗）
- 倉田隆 - 東根作壽英 （香港配音：李錦綸）

### 芹澤家
- 芹澤榮作 - 石坂浩二（香港配音：譚炳文）
- 芹澤典良 - 劇團一人（香港配音：何承駿）
- 芹澤麻里 - 吉瀨美智子（香港配音：許盈）

## 主題曲、插入曲
- 主題曲：嵐「truth」（J Storm）
- 插入曲：澤野弘之「live/evil」

## 收視率
| 各話      | 播映日        | 標題 | 劇本     | 演出     | 收視率 |
| --------- | ------------- | ---- | -------- | -------- | ------ |
| 第1話     | 2008年7月4日  |      | 前川洋一 | 加藤新   | 14.0%  |
| 第2話     | 2008年7月11日 |      | 前川洋一 | 加藤新   | 12.6%  |
| 第3話     | 2008年7月18日 |      | 前川洋一 | 坪井敏雄 | 9.2%   |
| 第4話     | 2008年7月25日 |      | 西田征史 | 坪井敏雄 | 10.1%  |
| 第5話     | 2008年8月1日  |      | 西田征史 | 片山剛   | 10.9%  |
| 第6話     | 2008年8月8日  |      | 西田征史 | 加藤新   | 7.6%   |
| 第7話     | 2008年8月15日 |      | 西田征史 | 坪井敏雄 | 12.1%  |
| 第8話     | 2008年8月22日 |      | 西田征史 | 片山剛   | 11.5%  |
| 第9話     | 2008年8月29日 |      | 西田征史 | 加藤新   | 11.5%  |
| 第10話    | 2008年9月5日  |      | 西田征史 | 坪井敏雄 | 12.3%  |
| 第11話    | 2008年9月12日 |      | 西田征史 | 加藤新   | 14.1%  |
| 平均11.4% |               |      |          |          |        |

- 收視率調查範圍為日本關東地區的平均年齡層，由「Video Research」公司調查。
- 播出時間以日本地區首播日期為主。

## 關連項目
- 塔羅牌
- 金曜劇場
- 魔王 (韓國電視劇)

## 外部連結
- 本劇日本官方網站 （页面存档备份，存于） （日語）
- TVB官方網站 （页面存档备份，存于） （繁體中文）

## 作品的變遷
| 日本 TBS 金曜劇場                    | 日本 TBS 金曜劇場                    | 日本 TBS 金曜劇場 |
| ------------------------------------ | ------------------------------------ | ----------------- |
|                                      | 魔王 （2008.07.04 - 2008.09.12）     |                   |
| Around40 （2008.04.11 - 2008.06.20） | 流星之絆 （2008.10.17 - 2008.12.19） |                   |

| 臺灣 緯來日本台 一番偶像劇23:00-00:00 | 臺灣 緯來日本台 一番偶像劇23:00-00:00  | 臺灣 緯來日本台 一番偶像劇23:00-00:00 |
| ------------------------------------- | -------------------------------------- | ------------------------------------- |
|                                       | 魔王 （2009.12.10 - 2009.12.24）       |                                       |
| 綜藝新幹線 此改為晚間8:00撥出         | 人妻的遊戲 （2009.12.25 - 2010.01.08） |                                       |

| 香港 高清翡翠台 午夜劇集時段 星期六 23:50-00:50 | 香港 高清翡翠台 午夜劇集時段 星期六 23:50-00:50 | 香港 高清翡翠台 午夜劇集時段 星期六 23:50-00:50 |
| ----------------------------------------------- | ----------------------------------------------- | ----------------------------------------------- |
|                                                 | 魔王 （2010.05.15 - 2010.07.24）                |                                                 |
| 夢想飛行Good Luck （2010.03.06 - 2010.05.08）   | 講數阿姐2 （2010.07.31 - 2010.09.25）           |                                                 |
| 香港 翡翠台 凌晨劇集時段 星期一 00:45-02:45     |                                                 |                                                 |
| 守財奴 （2011.09.26－2011.12.05）               | 魔王 （2011.10.31－2011.10.24）                 | 雙頭犬 （2011.12.12－2012.01.06）               |